# Tiga (muzyk)
Tiga (właściwie Tiga James Sontag) (ur. 1974 w Montrealu) – kanadyjski DJ i producent muzyczny działający na rynku muzycznym od 2001. Tworzy muzykę elektroniczną zaliczaną do gatunku electroclash, electro house, house i minimal.
Zadebiutował singlem "Sunglasses at Night", który wydał w duecie z Zyntheriusem. Jest to cover przeboju Coreya Harta z 1984. Wraz z Jorim Hulkkonenem, Tiga był współproducentem tej płyty. Do piosenki nakręcono teledysk, w którym zagrała Amanda Lepore. Debiutancki singel okazał się sukcesem, natomiast Tiga rozpoczął pracę m.in. nad kompilacją DJ-Kicks: Tiga (2002), która wchodzi w skład wydawanej serii kompilacji DJ-Kicks. Tiga wydawał kolejne single: "Hot in Here" (2003), "Pleasure from the Bass" (2004), "You Gonna Want Me" (2005) i "3 Weeks" (2006), a w 2006 swój debiutancki album studyjny – Sexor. W 2009 roku ukazała się druga płyta artysty pt.: Ciao!.
Tiga prowadzi swoją audycję w radiu BBC 6 pod nazwą "My Name is Tiga" gdzie prezentowane są nie wydane bądź wcześniej niepublikowane utwory. Karierę z nadawaniem Tiga zacząć w latach 90s w radiu CKUT w audycji "The Tiga and Gnat Show". Dopiero kilka lat później rozpoczął swój podcast pod nazwą "My Name is Tima" który aktualnie jest częścią comiesięcznego harmonogramu radia BBC 6
Artysta zadebiutował także w filmie Ivory Tower z 2010 roku, w którym zagrała również Chilly Gonzales, Feist i Peaches. Film zdobył wyróżnienie na Międzynarodowym Festiwalu Filmowym w Locarno.
Kolejnym sukcesem jest zamieszczenie jego utworu z 2013 roku "Plush" (Jacques Lu Cont remix) w bestsellerowej grze Grand Theft Auto V.
Od 2001 roku Tiga koncertuje na całym świecie, a także występuje na festiwalach, m.in.: We Love Sounds, Renaissance, Oxegen Festival, T in the Park, Exit Festival, Melt Festival, Lovebox Festival, Urban Art Forms, Creamfields, Electrosonic, Space & Sound Festival, Amore Festival, Soulwaxmas, Sonar Festival i wiele innych.

## Dyskografia

### Albumy
| Tytuł | Artysta | Współproducent                                   | Typ | Data |
| ----- | ------- | ------------------------------------------------ | --- | ---- |
| Sexor | Tiga    | Jesper Dahlbäck, Soulwax                         | CD  | 2006 |
| Ciao! | Tiga    | Soulwax, James Murphy, Jesper Dahlbäck, Gonzales | CD  | 2009 |

### Single
| Tytuł                        | Artysta           | Współproducent    | Typ    | Data | Uwagi                         |
| ---------------------------- | ----------------- | ----------------- | ------ | ---- | ----------------------------- |
| Sunglasses at Night          | Tiga & Zyntherius | Jori Hulkkonen    | Singel | 2001 | #25                           |
| TGV                          | TGV               | Mateo Murphy      | EP     | 2002 |                               |
| DJ-Kicks                     | Tiga              | Mateo Murphy      | Promo  | 2002 |                               |
| Running out of Time          | TGV               | Mateo Murphy      | EP     | 2003 |                               |
| Hot in Here                  | Tiga              | Mateo Murphy      | Singel | 2003 | #46, Jake Shears (wokal)      |
| Burning Down                 | Tiga              | Richard X         | Singel | 2003 |                               |
| Pleasure from the Bass       | Tiga              | Jesper Dahlbäck   | Singel | 2004 | #57                           |
| Louder than a Bomb           | Tiga              | Jesper Dahlbäck   | Singel | 2005 |                               |
| You Gonna Want Me            | Tiga              | Soulwax           | Singel | 2005 | #64, #65, Jake Shears (wokal) |
| Good as Gold                 | Tiga              | Soulwax           | Singel | 2005 |                               |
| (Far From) Home              | Tiga              | Soulwax           | Singel | 2006 | #65, #69                      |
| 3 Weeks                      | Tiga              | Jesper Dahlbäck   | Singel | 2006 |                               |
| Move My Body                 | Tiga              | Soulwax           | Singel | 2006 |                               |
| Lower state of consciousness | ZZT               | Zombie Nation     | EP     | 2007 |                               |
| Mind Dimension               | Tiga              | Jori Hulkkonen    | Singel | 2008 |                               |
| The Worm                     | ZZT               | Zombie Nation     | EP     | 2008 |                               |
| Shoes                        | Tiga              | Soulwax, Gonzales | Singel | 2009 |                               |

### Kompilacje
| Tytuł                                        | Data |
| -------------------------------------------- | ---- |
| Montreal Mix Sessions Vol. 1                 | 1998 |
| Mixed Emotions: Montreal Mix Sessions Vol. 5 | 2000 |
| American Gigolo                              | 2002 |
| DJ-Kicks: Tiga                               | 2002 |
| INTHEMIX.05                                  | 2005 |

### Remiksy
Tiga zremiksował utwory takich wykonawców, jak Bran Van 3000, Depeche Mode, Dannii Minogue, Scissor Sisters, Peaches, Felix da Housecat, Cabaret Voltaire, Soulwax, LCD Soundsystem, FC Kahuna, Télépopmusik, Märtini Brös., FPU (Peter Benisch) oraz Pet Shop Boys. Ponadto pojawiał się w wydawnictwach muzycznych m.in. w Richard X Presents His X-Factor Vol. 1 (Richarda X) czy Different (Joriego Hulkkonena).
- Bran Van 3000 – Drinking in L.A. (Tiga, Mateo & Delage's Sinking In LA Dub)
- Märtini Brös. – Flash (Tiga's Acid Flashback Mix)
- Komma 8 Komma 1 – Popmusic (TGV Vocal Mix)
- Nick Rhodes – Come About (Tiga Remix)
- LCD Soundsystem – Beat Connection (Tiga Edit)
- FC Kahuna – Machine Says Yes (Tiga's Unreleased Mix)
- Felix da Housecat – Madame Hollywood (Tiga's Mister Hollywood Version)
- FPU – Ocean Drive (Tiga's White Linen Vox)
- Cabaret Voltaire – Nag Nag Nag (Tiga & Zyntherius Radio Mix)
- Alpinestars – Snow Patrol (Tiga TGV Disco Patrol Dub)
- Dannii Minogue – Put The Needle On It (Tiga's Cookies Dub Edit)
- Linda Lamb – Hot Room (Tiga Remix)
- FPU – Race Car (TGV Join The Race Remix) / (TGV Dub)
- Alex Kid – Come With Me (Tiga Vs. Etoy Acideathravefuckinglive Mix)
- Scissor Sisters – Comfortably Numb (Tiga Remix) / (Tiga Dub)
- Märtini Brös. – Flash (Tiga's Unholy Trinity Mix)
- Télépopmusik – Breathe (TGV Remix)
- The Neon Judgement – TV Treated (Tiga's Recovered Vox) / (Tiga's Dub for Ivan)
- Crossover – Phostographt (Tiga's Revenge)
- Märtini Brös. – Big and Dirty (Tiga Remix)
- Peaches – Shake Yer Dix (Tiga's Where Were You in '92 Remix) / (Tiga's Where Were You in '92 Instrumental Mix)
- Seelenluft – I Can See Clearly Now (Tiga Remix)
- The Devils – Come Alive (Tiga Remix)
- Drama Society feat. Turner – Crying Hero (Tiga Remix)
- Junior Jack feat. Robert Smith – Da Hype (Tiga Rremix)
- Drinking Electricity – Breakout (Tiga Edit)
- La Oreja de Van Gogh – Bonustrack (Tiga's Vocal Mix)
- Soulwax – E Talking (Tiga's Disco Drama Remix)
- Tomas Andersson – Washing Up (Tiga's Na Na Na Na Na Remix)
- Zdar – Don't U Want (Tiga Remix)
- LCD Soundsystem – Tribulations (Tiga's Out Of The Trance Closet Mix)
- The Kills – The Good Ones (Tiga Remix)
- Mylo – Muscle Car (Tiga Remix)
- Depeche Mode – Shake The Disease (Tiga Remix)
- Moby – Where You End (Tiga's All That I Need Is To Be Sampled Mix) / (Tiga's All That I Need Is To Be Dubbed Mix)
- Depeche Mode – Suffer Well (Tiga Remix)
- Pet Shop Boys – Minimal (Tiga's M-I-N-I-M-A-L Remix) / (Tiga's M-I-N-I-M-A-L Dub)
- Coldcut feat. Robert Owens – Walk A Mile In My Shoes (Tiga Mix)
- The Killers – Bones (Tiga Mix)
- Alter Ego – Gary (Tiga's Italia 90 Mix)
- Fever Ray – Triangle Walks (Tiga's 1-2-3-4 remix)